# Drillteam

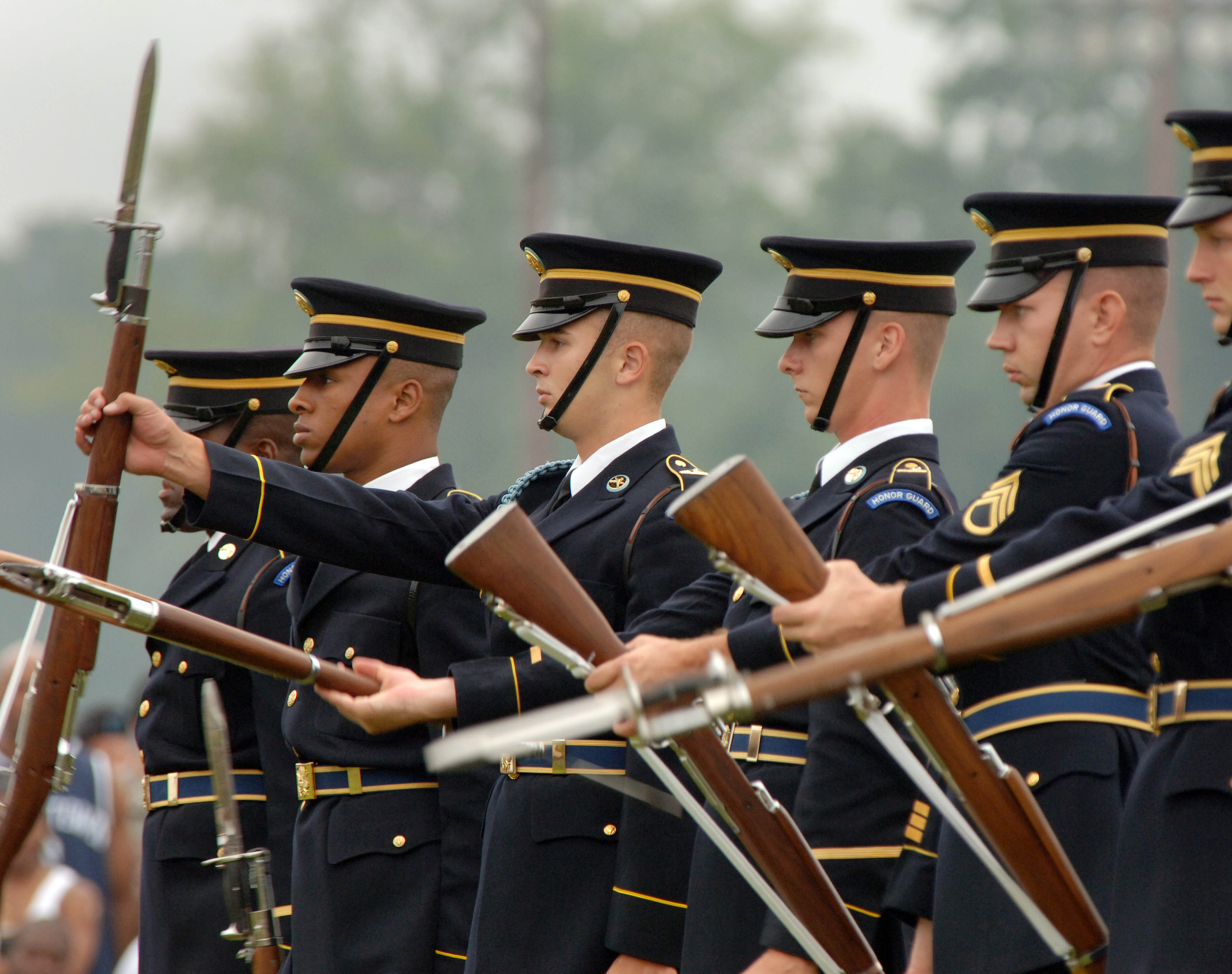
Das 3rd U.S. Infantry’s US Army Drill Team

Drillteam der 1. Gardekompanie des österreichischen Bundesheers

Ein Drillteam ist eine Einheit beim Militär, die das Exerzieren mit der Waffe in Kombination mit formalen Bewegungsarten (z. B. Gleichschritt oder Stechschritt) öffentlich vorführt. Drillteams beherrschen dabei neben überlieferten Exerzierformen, die eine reelle Bedeutung im militärischen Dienstalltag haben bzw. hatten, auch spezielle, militärisch bedeutungslose Waffengriffe, die einen reinen Showeffekt vermitteln sollen (z. B. das Jonglieren mit einem Gewehr). Fast alle Armeen weltweit unterhalten ein Drillteam, insbesondere zur Repräsentation bei Militärmusik-Festivals oder anderen öffentlichen Veranstaltungen.
Von den reinen Exerzierformen zu unterscheiden ist der Waffendrill, bei dem die einsatzbezogene Handhabung der Waffen geübt wird.
Häufig treten Drillteams zusammen mit Musikkorps auf, die den Ablauf der Vorführung musikalisch untermalen. Üblicherweise tritt ein Drillteam in Gruppen- oder Zugstärke an, da die komplizierten Abläufe der Vorführungen, die in einer regelrechten Choreographie festgelegt sind, normalerweise keine größeren Formationen erlauben.
Standardmäßig tritt ein Drillteam unter dem Kommando eines Unteroffiziers mit Portepee an, die Soldaten tragen dabei Gewehre (eventuell mit aufgepflanztem Bajonett), der Kommandierende je nach militärischer Tradition des betreffenden Landes Pistole, Degen oder auch keine Waffe.
Drillteams dürfen nicht mit Einheiten verwechselt werden, die für die Abwicklung des protokollarischen Ehrendienstes (z. B. der Begrüßung von Staatsgästen) verantwortlich sind. Zwar sind Drillteams oft organisatorischer Bestandteil solcher Einheiten (z. B. gehört das deutsche Drillteam zum Wachbataillon beim Bundesministerium der Verteidigung), sie sind aber nicht Bestandteil der protokollarischen Abläufe.